# 厄尔·斯克鲁格斯
厄尔·斯克鲁格斯（Earl Scruggs，1924年1月6日—2012年3月28日）是一位美国音乐家。厄尔·斯克鲁格斯曾赢得四项格莱美奖。他創作的歌曲一度在告示牌榜單上名列第一。他在好莱坞星光大道上留下了一颗星。 1985年，斯克鲁格斯入选乡村音乐名人堂。